# Aplocheilidae
Aplocheilidae é uma família de peixes actinopterígeos pertencentes à ordem Cyprinodontiformes. São peixes de água doce.

## Filogenia

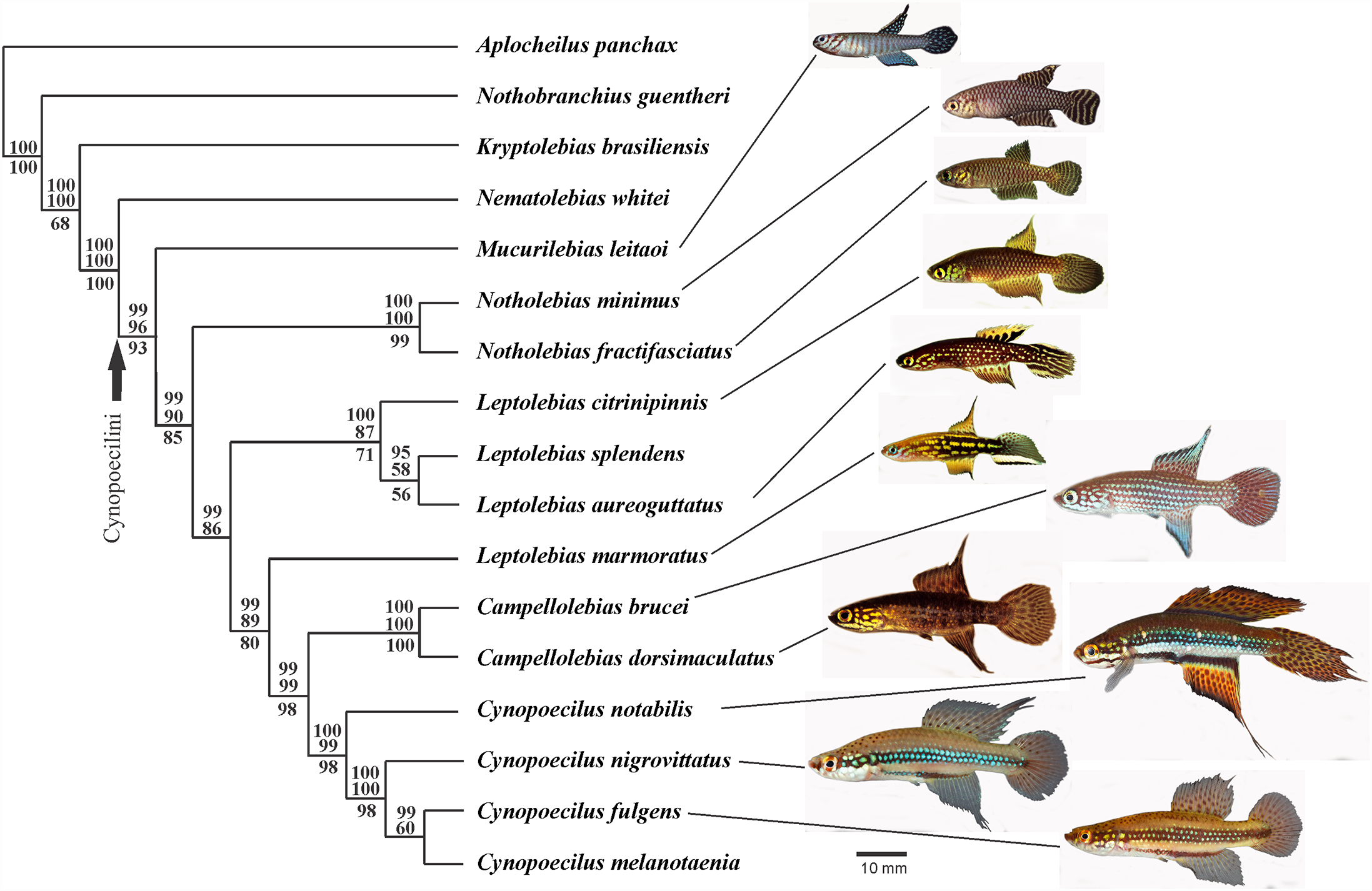
Relações filogenéticas entre 13 taxa de Cynopoecilini e grupos externos

## Géneros
- Aphyosemion
- Aplocheilus
- Callopanchax
- Campellolebias
- Cynolebias
- Epiplatys
- Fundulopanchax
- Leptolebias
- Nothobranchius
- Pachypanchax
- Scriptaphyosemion